# Apuli
De Apuli waren een Dacische stam die rondom de Dacische stad Apulon (Latijn: Apulum), tegenwoordig Alba Iulia in Transsylvanië, woonden.